# Joan Francesc Cruella
Joan Francesc Cruella (Morella, 1804 - 1886) fou un pintor neoclàssic valencià. Es tracta d'un muralista dedicat gairebé exclusivament a la temàtica religiosa. Utilitza en la seva majoria la tècnica al temple.
Va col·laborar amb Joaquim Oliet en l'ornamentació de nombroses esglésies en la província de Castelló. Destaquen la capella de la Comunió de Morella i les pintures que va fer per a la capella de la Victòria a Vinaròs, així com les pintures murals al temple que l'any 1836 va portar a terme en el santuari de la Verge del Sargar en la localitat d'Herbers. Altres obres murals realitzades per l'autor són, per exemple, a l'Ermita de Santa Elena a Ares del Maestrat.
Entre els seus llenços cal destacar el dedicat a la Sagrada Família que es conserva en el Museu de Belles Arts de València. També va realitzar alguns dibuixos, gravats i olis sobre diverses accions de les tropes liberals durant les guerres carlistes al Maestrat.